# 오베아

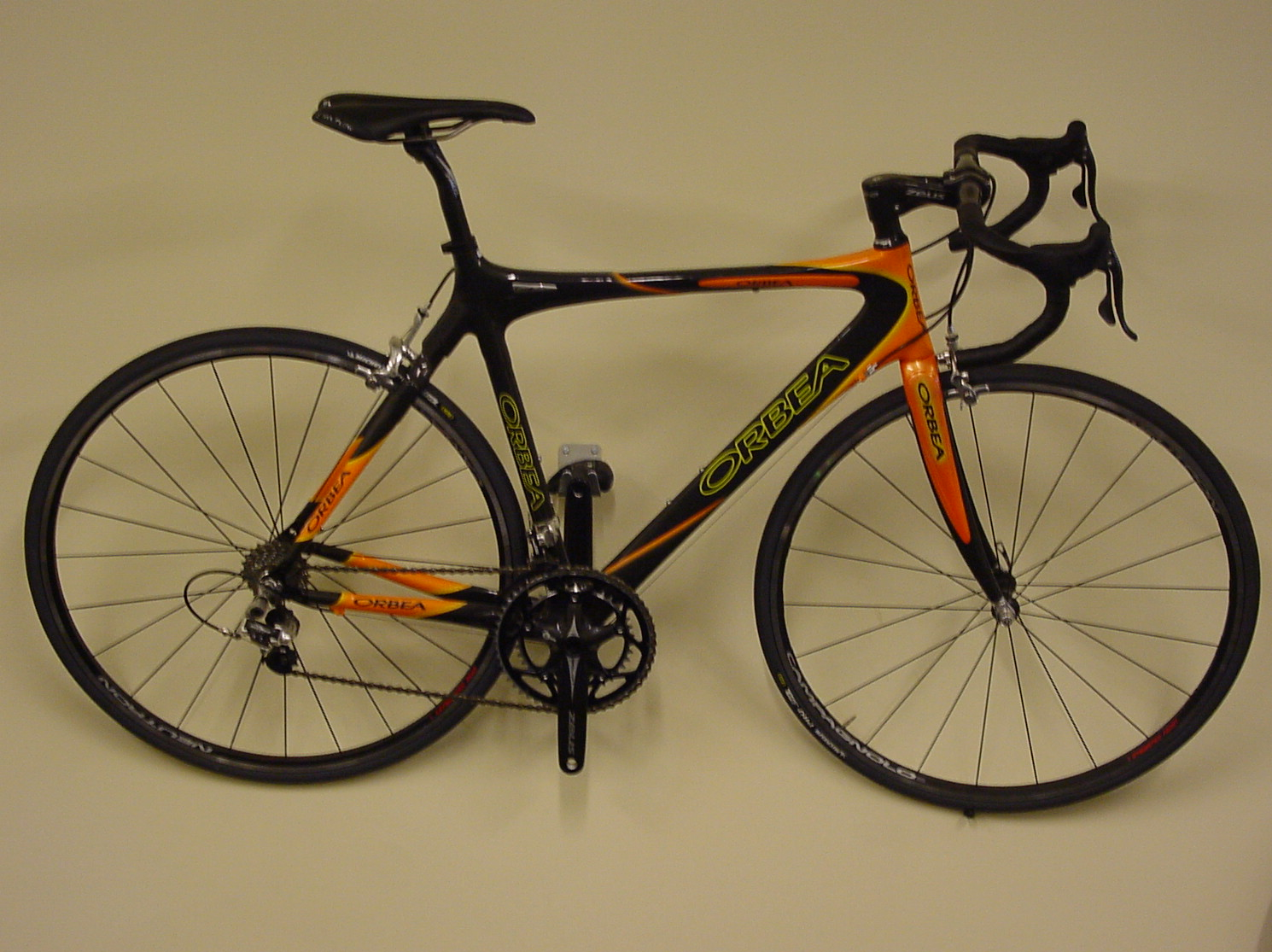

오베아(Orbea)는 스페인의 자전거 제조 회사이다.